# Justin Yifu Lin

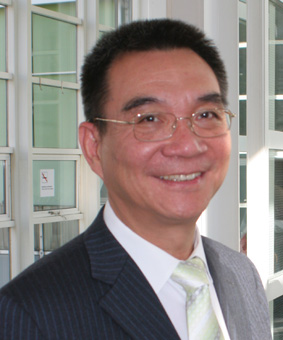
Justin Yifu Lin

Justin Yifu Lin (chinesisch 林毅夫, Pinyin Lín Yìfū, * 15. Oktober 1952 in Yilan, Taiwan) ist ein chinesischer Wirtschaftswissenschaftler. Er war von 2008 bis 2012 Chefökonom und Vizepräsident der Weltbank.
Er lehrte 15 Jahre an dem von ihm gegründeten Wirtschaftsforschungsinstitut „China Centre for Economic Research“ (CCER) der Universität Peking, bevor er am 5. Februar 2008 als Nachfolger von François Bourguignon Chefökonom der Weltbank wurde. Er gilt als Experte für Entwicklungspolitik.

## Leben
Justin Yifu Lin wurde als Zhengyi Lin in Taiwan geboren. Er studierte Agrarwissenschaften an der Chengchi-Nationaluniversität in Taiwan. Das Studium brach er jedoch ab, um in den Militärdienst einzutreten. 1979 desertierte er aus seinem Heimatland nach China, indem er von einem taiwanesischen Militärstützpunkt auf der Insel Kinmen durch das Meer zur nahe gelegenen chinesischen Insel Xiamen schwamm.
In Peking studierte er marxistische Wirtschaftslehre. Dort lernte er den amerikanischen Nobelpreisträger und Ökonom Theodore W. Schultz kennen, der es ihm ermöglichte, an der Universität Chicago zu promovieren. 1986 erwarb Lin seinen Doktortitel in Wirtschaftswissenschaften. Ein Jahr später ging er zurück in seine Wahlheimat China, wo er das „China Centre for Economic Research“ gründete. Zugleich hatte er eine Professur an der Universität Hongkong inne. Von 1993 an war er ökonomischer Berater bei der Weltbank. Im Jahr 2007 hielt er die „Marshall Lectures“ der Universität Cambridge, Großbritannien. 2010 wurde er zum korrespondierenden Mitglied der British Academy gewählt. Justin Yifu Lin ist verheiratet und hat zwei Kinder.

## Forschung

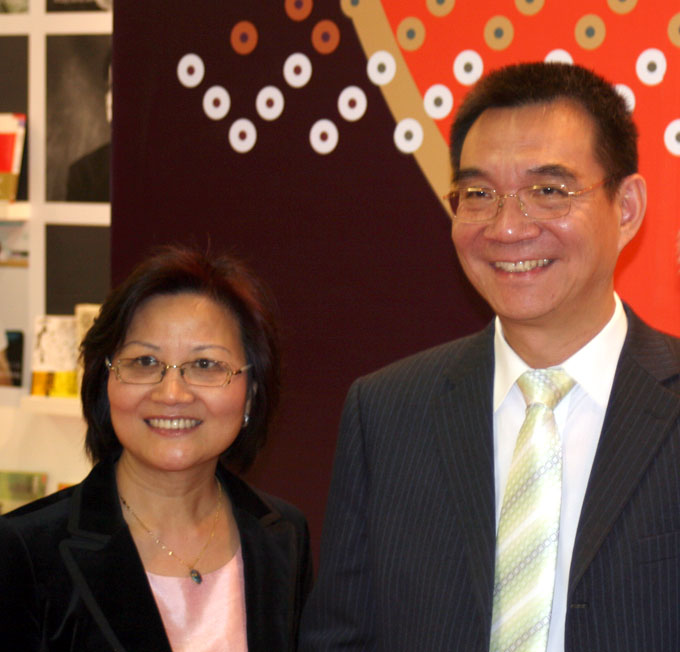
Justin Yifu Lin und Ehefrau auf der Frankfurter Buchmesse, Oktober 2009

In seiner Dissertation sowie der weiteren Forschung setzte er sich mit den wirtschaftlichen Reformen der chinesischen Öffnungspolitik im ländlichen Raum auseinander. Dabei analysierte er u. a. die Anreizstruktur des Systems, nachdem Haushalte über einen Teil der Produktion selber bestimmen können (Household Responsibility System). Auch in den 1990er Jahren blieb das Augenmerk seiner Forschung auf der Transformation der Wirtschaft Chinas, er untersuchte u. a. die institutionellen Zusammenhänge der Staatsunternehmen, Adaption technischen Fortschritts und die Folgen des WTO-Beitritts Chinas.

## Politische Ansichten
Justin Yifu Lin sieht sich selbst als Grenzgänger von Marxismus und Kapitalismus. Er befürwortet eine politische Richtung, die Plan- und Marktwirtschaft kombiniert. In seinem Buch On China’s Economy. Der chinesische Weg zur Wirtschaftsmacht beschreibt er den enormen wirtschaftlichen Aufschwung Chinas in den letzten 30 Jahren. Dort heißt es von ihm, dass sich Chinas Aufschwung noch zwei oder gar drei Jahrzehnte fortsetzen wird, sei eine realistische Prognose. Lin sagt aber auch: "Das zentrale gesellschaftliche Problem der Volksrepublik China im 21. Jahrhundert ist ihr Verteilungsproblem." In einem Interview mit ZEIT Online vom 12. März 2009 äußerte er ebenso: "Chinas Wachstum war in den vergangenen Jahren beeindruckend, aber zugleich ist die Kluft zwischen Arm und Reich sowie Stadt und Land gewachsen."

## Werke
- mit Celestin Monga: Beating the Odds: Jump-Starting Developing Countries. Princeton University Press, Princeton 2017, ISBN 978-0-691-17605-5.